# Ricky Falkner
Ricky Falkner Miracle (31 de enero de 1978) es un músico multinstrumentista y productor musical nacido en Barcelona y afincado actualmente en Madrid. Es bajista y cantante en la banda Egon Soda y batería de Mi Capitán. Productor de Love of Lesbian e Iván Ferreiro, entre muchos otros, toca también como músico en sus giras.
Fue miembro de la influyente y ya desaparecida banda Standstill.

## Biografía
Proveniente de familias europeas (daneses, alemanes, franceses y españoles), sus abuelos paternos escaparon de la ocupación nazi en París asilándose en Barcelona, ciudad natal de Ricky. Fue precisamente su abuela Elsa, quien le enseña a tocar el piano y le traslada su amor por la música. Como curiosidad, el hermano de Elsa, su tío abuelo Niels K. Jerne, fue Premio Nobel de Medicina en 1984 por sus descubrimientos en inmunología.
Estudió Música en L'Aula de Música Moderna y Jazz en el Liceu, y Sonido y Grabación en Estudio en Barcelona.

## Trayectoria
A principios de la década de los 2000 empezó a tocar en formaciones como Egon Soda (su grupo del colegio), Sanpedro, Paul Fuster o Refree y a publicar discos con ellas. Poco después entró a formar parte de la banda barcelonesa Standstill.
Sus primeros discos como productor datan también de esa época, siendo el primero de ellos Ungravity de Love of Lesbian en 2003, grupo del que ha producido, desde entonces, todos sus discos.
Se fueron sucediendo giras y discos que le llevaron a producir o coproducir artistas como Sidonie, The New Raemon, Zahara, Miss Caffeina, Iván Ferreiro, Lori Meyers, Berri Txarrak, Niños Mutantes, Mucho, Quique González, Luz Casal o Mikel Erentxun, entre muchos otros.
Algunos de estos trabajos han alcanzado el Número 1 en ventas como los tres últimos álbumes de Love of Lesbian que, a su vez, han recibido en ocasiones discos de oro y platino. Otros como En la espiral de Lori Meyers o Casa de Iván Ferreiro también llegaron a la primera posición.
Muchos de los discos producidos o coproducidos por Falkner han sido considerados “lo mejor del año” según la prensa especializada. Algunos ejemplos son Cuentos Chinos para Niños del Japón de LOL (disco del año para Mondosonoro), Nones de Refree (disco del año en Rockdelux) o Vivalaguerra de Standstill (disco del año y de la década para Mondosonoro).
En 2006 ganó el Premio Joan Trayter al Mejor Productor.
Ha simultaneado sus trabajos de producción durante estos años con las giras de sus bandas Egon Soda, Standstill y Mi Capitán además de acompañar a Iván Ferreiro, Love of Lesbian de manera fija.
También ha girado como bajista en giras esporádicas como “Soltad a los perros” de Quique González y Lapido, “Ojo con la Mala” de Mala Rodríguez, con la banda Mucho o con The New Raemon en las giras que acompañaban los primeros tres discos. 
Ha colaborado también en múltiples proyectos aislados como, por ejemplo, la recreación íntegra de Mediterráneo de Joan Manuel Serrat junto a Amaro Ferreiro en Hijos del Mediterráneo, la producción de Gibraltar de Andrés Calamaro para la película “Taxi a Gibraltar” o la reunión por un día de Los Rodríguez como bajista y coproductor para grabar Princesa de Joaquín Sabina.

## Discografía

### Como Ricky Falkner
- Ardara BSO (The Indian Runners, 2020)

### Con Egon Soda
- egonsoda (Cydonia, 2008)
- El hambre, el enfado y la respuesta (Naïve, 2013)
- Dadnos Precipicios (Naïve, 2015)
- El rojo y el negro (Heart of Gold, 2018)
- Bellaurora (Oso Polita, 2022)

### Con Standstill
- vivalaguerra (Buena Suerte/Intolerancia, 2006)
- Adelante Bonaparte (Buena Suerte, 2010)
- Dentro de la luz (Buena Suerte, 2013)
- Estaría muy bien (Buena Suerte, 2016)

### Con Mi Capitán
- Drenad el sena (Music Bus/Warner, 2015)
- Un tiro por la salud del imperio (Warner, 2017)

### Con Sanpedro
- La Porta estreta (Música Global, 2003)
- L'átracció monumental (Cydonia, 2007

## Producciones/Coproducciones
- Refree: Nones (2003)
- Sanpedro: La porta estreta (2003)
- Love of Lesbian: Ungravity (2003)
- Refree: La matrona (2005)
- Habituales: Habituales (2005)
- Love of Lesbian: Maniobras de escapismo (2005)
- El caracol Velocista: Plagas y averías (2006)
- Yani como: El más grande era gigante (2006)
- Standstill: vivalaguerra (2006)
- Raül Moya y el trio Miniña: La nueva era glaciar (2007)
- Sanpedro: L'atracció monumental (2007)
- Love of Lesbian: Cuentos chinos para niños del Japón (2007)
- Sidonie: Costa Azul (2007)
- Egon Soda: egonsoda (2008)
- The New Raemon: A propósito de Garfunkel (2008)
- The Good Company: 28 (2008)
- The New Raemon: La invasión de los ultracuerpos E.P. (2008)
- Raydibaum: Manual de gènere catastròfic (2008)
- Jeremy Enigk: Vale Oso/OK Bear (2009)
- Zahara: La fabulosa historia de… (2009) algunas canciones.
- Èlena: Un cafè, setenta matins (2009)
- Anímic: Himalaya (2009)
- Los 6 días Lunes: (2009)
- Miss Caffeína: Magnética Ep (2009)
- Sidonie: El Incendio (2007)
- The New Raemon: La dimensión desconocida (2009)
- Love of Lesbian: 1999(o cómo generar incendios de nieve con una lupa enfocando a la Luna) (2009)
- Bikimel Stat Jònic: (2010)
- Sanjosex: Al marge d’un camí (2010)
- Standstill: Adelante Bonaparte (2010)
- Maria Rodés: Una forma de hablar (2010)
- Beth: Seguéix-me el fil (2010)
- The New Raemon: Cuaresma E.P. (2010)
- The New Raemon: Epés reunidos (2010)
- Mine!: Un brindis pel nen androide (2010)
- MissCaffeína: Imposibilidad del fenómeno (2010)
- Raydibaum: Per fi potser demà (2011)
- The New Raemon, Francisco Nixon y Ricardo Vicente: El problema de los tres cuerpos (2011)
- Zahara: La pareja tóxica (2011)
- The New Raemon: Libre Asociación (2011)
- Iván Ferreiro: Confesiones de un artista de mierda (2011)
- Mucho: Mucho (2011)
- Love of Lesbian: La noche eterna. Los días no vividos (2012)
- Marujita: Ir y venir (2012)
- Lori Meyers: Impronta (2013)
- Egon Soda: El hambre, el enfado y la respuesta (2013)
- Iván Ferreiro: Val Miñor-Madrid. Historia y cronología del mundo (2013)
- Standstill: Dentro de la luz (2013)
- Mucho: El apocalipsis según Mucho (2013)
- Berri Txarrak: Dembora da Poligrafo Bakarra (2014)
- Love of Lesbian: Nouvelle Cuisine Caníbal E.P. (2014)
- Niños Mutantes: El Futuro (2014)
- Mucho: Grupo Revelación E.P. (2014)
- Analogic: Instinto Animal (2015)
- Ken Zazpi: Phoenicoperus (2015)
- Egon Soda: Dadnos Precipicios (2015)
- Modelo de respuesta polar: Dos amigos (2016)
- Santos: El sueño del mamut (2016)
- Sidonie: El peor grupo del mundo (2007) algunas canciones.
- Quique González: Me mata si me necesitas (2016)
- Mucho: Pidiendo en las puertas del infierno (2016)
- Love of Lesbian: El poeta Halley (2016)
- Iván Ferreiro: Casa (2016)
- Tardor: Patraix (2017)
- Nudozurdo: Voyeur Amateur (2017)
- Lori Meyers: En la espiral (2017)
- Mi Capitán: Un tiro por la salud del imperio (2017)
- La sonrisa de Julia: Maratón (2018)
- Luz Casal: Que corra el aire (2018)
- Said Muti: Habitación 828 (2018)
- Egon Soda: El rojo y el negro (2018)
- Niña coyote eta Chico tornado: Aitzstar (2019)
- Varios Artistas: Hijos del Mediterraneo (2019)
- Mucho: ¿Hay alguien en casa? (2019)
- Amaro Ferreiro: Personajes Secundarios (2020)
- Love of Lesbian: V.E.H.N (2021)
- Anne Lukin: Al día siguiente (2021)
- Conttra: Bobo Club (2021)
- Zea Mays: Adore (2021)
- Gatibu: Musikak salbatuko gaitu (2021)
- Mikel Erentxun: Amigos de guardia (2021)
- Egon Soda: Bellaurora (2022)
- Vega: Ignis (2024)